# Man Chong
En aquest nom xinès, el cognom és Man.
Man Chong (mort el 242 EC), nom estilitzat Boning (伯寧), va ser un oficial administratiu de Cao Wei durant el període dels Tres Regnes de la història xinesa.

## Biografia
Originalment un erudit de Shanyang, ell va esdevenir un estrateg sota el senyor de la guerra Cao Cao. En la novel·la històrica del Romanç dels Tres Regnes de Luo Guanzhong, Man era un antic amic de Xu Huang, i quan Cao Cao va batallar contra Yang Feng (al qual servia Xu Huang), ell va ser enviat per convèncer a Xu de fer defecció cap a les forces de Cao Cao. Later, Man Chong es convertí en governador de Runan, i va ajudar a Cao Ren a defendre Fancheng (en l'actualitat un districte de Xiangfan, Hubei) de Guan Yu i les seves forces de Shu a la batalla de Fancheng en el 219, exercint d'assessor de Cao Ren.
Històricament, Man Chong va convèncer Cao Ren de no retirar-se indicant que la inundació seria només temporal i no duraria molt de temps. Man Chong també va assenyalar que l'avantguarda de Guan Yu ja havia avançat cap al Comtat de Jia (郏) encara que la seva força principal no va gosar seguir-lo, perquè tenia por de quedar aïllada per darrere i ser atacada des d'ambdós costats.
En el 228, Man Chong va participar en una fracassada invasió per 3 direccions de Wu Oriental. Man Chong va tenir el mèrit també de fer el suggeriment de construir un nou castell en un lloc estratègic molt lluny del mar, a Hefei, per reduir al mínim l'avantatge de la marina de guerra de Wu. Sun Quan va envair Hefei de nou en el 233, però era tan vacil·lant de xafar terra que es va quedar al vaixell durant 20 dies. Quan va baixar a terra, va ser emboscat per Man Chong, i va perdre uns pocs centenars d'homes front a ell abans de tornar al vaixell i retirar-se. Durant la quarta batalla de Hefei del 234, Man Chong era el responsable de la defensa del Gran castell de Hefei (amb tot, Man Chong no era físicament allí), tot i que la seva proposta de reforçar al general Zhang Wing (que hi era al comandament de tropes dins de Castell Hefei) va ser rebutjada per Cao Rui, se les va arreglar per cremar els moltons de les forces de Wu que hi eren reunits per prendre la ciutat. Com a resultat, les forces de Wu forces es van retirar abans que Cao Rui portés l'exèrcit principal a Hefei.
Malgrat que era un home just davant de l'autoritat, ell també va ser un home que no podia deixar el poder. Durant els seus últims anys, va estar involucrat en la lluita de poder amb Wang Ling, i finalment, va caure en desgràcia en la cort.